# Dominique Sanders
Dominique Sanders, né le 16 août 1957 à Montastruc-la-Conseillère (Haute-Garonne), est un coureur cycliste français.

## Biographie
Il est présent dans le peloton professionnel de 1977 à 1984. Il est le frère aîné de Gilles Sanders.

## Palmarès
- Amateur
  - 1972-1976 : plus de 200 victoires en Espagne et 20 victoires en France
- 1976
  - Grand Prix Récapet
- 1977
  - 2e et 3e étapes du Tour de Corse
  - 1rea étape de la Semaine catalane (contre-la-montre par équipes)
- 1978
  - 3e du Tour de l'Oise
  - 3e du Tour du Tarn
- 1979
  - 2eb étape de la Semaine catalane
  - 4ea étape du Tour d'Aragon
  - 2e du Grand Prix d'Amorebieta
- 1980
  - 3eb étape du Tour de Corse
- 1981
  - 1re étape du Tour de l'Oise
- 1983
  - 3e de Bordeaux-Paris
- 1984
  - 2e étape du Tour d'Armor

## Résultats sur le Tour de France
3 participations
- 1978 : 50e
- 1979 : 84e
- 1980 : abandon (13e étape)